# Идахор, Лаки
Иси Лаки Идахор (англ. Isi Lucky Idahor; род. 30 августа 1980, Бенин-Сити) — нигерийский футболист, нападающий.

## Биография
В 2000 году перешёл в «Динамо» (Киев) вместе с соотечественником Харрисоном Омоко, но закрепиться в основном составе не сумел. Позже выступал за клубы: «Ворскла» (Полтава), «Интер» (Баку), «Карпаты» (Львов) и «Таврия». В 2012 году перешёл в луганскую «Зарю». В мае 2014 года покинул «Зарю».
Сыграл два матча за национальную сборную Нигерии.

### Личная жизнь
Старший брат - Эндуранс Идахор, погиб во время матча в 2010 году.

## Достижения
- Чемпион Украины (2): 2000/01, 2002/03.
- Обладатель Кубка Украины (2): 2002/03, 2009/10
- Финалист кубка Азербайджана: 2004/2005
- Член бомбардирского Клуба Максима Шацких: 64 гола.